# 선일여자중학교
선일여자중학교(善一女子中學校)는 대한민국 서울특별시 은평구 갈현동에 있는 사립 중학교이다.

## 학교 연혁
- 1965년 2월 20일 : 학교 법인 선일학원 설립 인가
- 1965년 2월 20일 : 초대 이사장 이선룡 선생 취임
- 1967년 10월 28일 : 선일여자중학교 설립 인가
- 1968년 3월 2일 : 선일여자중학교 개교
- 1968년 3월 2일 : 초대 이선룡 교장 취임
- 1971년 1월 15일 : 중학교 30학급 편제, 학칙변경, 교사 5층 4,807m2
- 1975년 12월 1일 : 실내체육관(강당겸용) 2,529m2 완공
- 2009년 3월 1일 : 제4대 이사장 공진도 선생 취임
- 2022년 2월 10일 : 제52회 졸업
- 2022년 3월 2일 : 제9대 교장 정경영 선생 취임

## 참고 자료
- 선일여자중학교 - 한국교육학술정보원 학교알리미